# Hyboscolex verrucosa
Hyboscolex verrucosa är en ringmaskart som beskrevs av Hartmann-Schröder 1979. Hyboscolex verrucosa ingår i släktet Hyboscolex och familjen Scalibregmatidae. Inga underarter finns listade i Catalogue of Life.